# 1666 a tudományban
Az 1666. év a tudományban és a technikában.

## Halálozások
- január 30. –  Lippay György prímás, esztergomi érsek és alkimista (* 1600)